# 革蘭氏染色

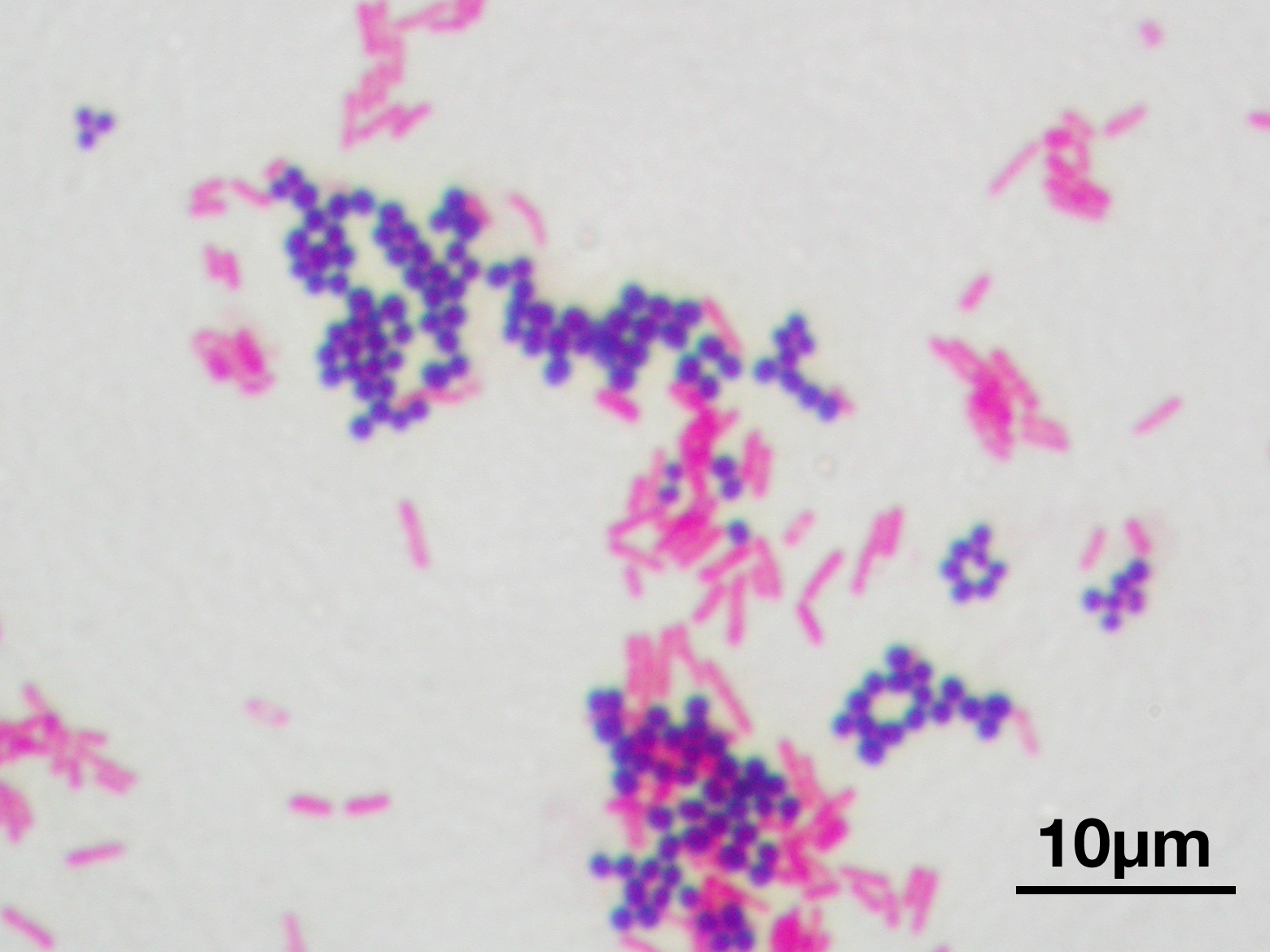
經革蘭氏染色的兩種細菌，紫色者為陽性的金黃色葡萄球菌（ATCC 25923 菌株），粉紅色者為陰性的大腸桿菌（ATCC 11775 菌株）

革蘭氏染色（英語：Gram stain）是用來鑑别細菌的一種方法：這種染色法利用細菌細胞壁上的生物化学性质不同，可將細菌分成兩類，即革蘭氏陽性（英語：Gram Positive）与革蘭氏陰性（英語：Gram Negative）。这一染色方法由丹麥醫生漢斯·克里斯蒂安·革蘭於1884年所發明，最初是用來鑑別肺炎球菌與克雷白氏肺炎菌之間的關係，后推广为鉴别细菌种类的重要特性之一，对由细菌感染引起的疾病的临床诊断及治疗有着广泛用途。
革蘭氏阳性菌和革蘭氏阴性菌对抗生素的反应并不一样，因而通过抽取样品医生可以在很短的时间内（5分钟左右）确定细菌的革蘭氏性质，医生从而可依据结果初步判断，迅速给病人注射抗生素，而不需要等待几天细菌培植得到的化验结果。然而并非所有的细菌都可以通过革兰氏染色归类，如分歧杆菌等则需进行抗酸染色鉴别。

## 染色结果
革蘭氏染色的对象是细菌的细胞壁。染色后的细菌可在显微镜下更好的观察，以便于区分。不同的细菌在该染色法的作用底下反应不同，藉以主要区分成为以下的类型：

### 革蘭氏阳性菌
革蘭氏阳性菌，胞壁染色后呈蓝紫色。

### 革蘭氏阴性菌
革蘭氏阴性菌，染色后呈红色。

### 不确定或者多变
一些细菌经过革兰氏染色之后显示出多种颜色，如同时出现紫色和粉色的细胞。
另一些的染色结果则是随机的，无法被归类于革兰氏阳性或阴性。
除此之外，对于所有细菌来说，培养的时间都可能影响染色结果。

## 染色流程及原理
流程可概括为：染色-脱色-複染。
- 第一步：初染剂（Primary Stain）

使用结晶紫染色，染色部位主要為染細胞壁上的肽聚醣。
- 第二步：媒染劑（Mordant）

加入複方碘溶液或稱革蘭氏碘液（Gram's Iodine）後，兩者會形成不溶性的結晶紫-碘（CV-I）複合体。細菌呈紫黑色。第二步是關键，它的目的是分辨细菌的革蘭氏染色特性。若為革蘭氏陽性菌，此複合體係結合於細胞壁之鎂、核糖核酸（Magnesium Ribonucletic Acid），形成鎂-核糖核酸-結晶紫-碘（Mg-RNA-CV-I）複合體，不易脫去，染劑也就固定下來了。
- 第三步：脫色劑（Decoloring Agent）

使用酒精（95%）脱色，試劑具脂溶劑（Lipid Solvent）和蛋白脫水劑（Protein Dehydrating Agent）之雙重功能。此步驟對革蘭氏陽性細菌無效，因為其細胞壁上厚厚的細胞壁（成分為肽聚醣）層次多，交聯緻密，故遇脫水時網孔縮小，再加上不含類脂，使得乙醇不會溶出縫隙，因此阻隔了結晶紫-碘複合體的外渗，仍然呈紫色只能留在细菌体内。革蘭氏陰性菌細胞壁層薄，外膜類脂含量高、肽聚糖層薄和交聯度差，在遇脫色劑時，以類脂爲主的外膜迅速溶解，薄而鬆散的肽聚糖網不能阻擋複合體溶出，因此會被脱色而成為無色。
- 第四步：複染劑（Counterstain）

為了對比，在此之後会加入番红（Safranin）進行複染，革蘭氏阴性菌成红色，而革蘭氏阳性菌仍保有原來的紫色。

## 定性

### KOH-试验
另外的一种方法是氢氧化鉀-试验。将培养好的细菌取出一小部分，使其悬浮于一滴KOH溶液中。革蘭氏阳性菌与之不发生反应，用细针穿过该溶液，溶液呈正常液体状。革蘭氏陰性菌因細胞壁中主要成分為脂多醣，脂質含量較高，接觸強鹼KOH後與KOH發生皂化反應，以細針穿過會有明顯黏稠狀。

### 氨肽酶试验
除了个别例外，只有革蘭氏阴性菌才能证明氨肽酶的存在。这是该试验的基础。
将要进行试验的细菌放入试管加水。放入一张显示肽酶活性的试纸，在37°C下等待10到35分钟，试纸变成深黄色。

### 引用
1. ↑  Colco, R. . Current Protocols in Microbiology. 2005, 00 (1): Appendix 3C. ISBN 978-0471729259. PMID 18770544. doi:10.1002/9780471729259.mca03cs00.
2. ↑  . Georgia Highlands College.   [2017-06-09]. （原始内容存档于2017-06-10）.
3. 1 2  Beveridge, Terry J. . Journal of Bacteriology. March 1990, 172 (3): 1609–1620. PMC 208639 . PMID 1689718. doi:10.1128/jb.172.3.1609-1620.1990.
4. ↑  : 第三章. 2016. ISBN 9787040444957.